# Augustin Guillaume
Pour les articles homonymes, voir Guillaume.
Augustin Léon Guillaume, né le 30 juillet 1895 à Guillestre (Hautes-Alpes) et mort le 9 mars 1983 dans la même ville, est un général d'armée français,  grand-croix de la Légion d'honneur et médaillé militaire. 
Il s'illustre au cours de la Seconde Guerre mondiale au commandement des goumiers marocains, lors de la campagne d'Italie, au sein du corps expéditionnaire français, et du débarquement de Provence en août 1944 puis, à la tête de la 3e division d'infanterie algérienne (3e DIA), lors des campagnes de France et d'Allemagne. 
Après avoir été résident général de France au Maroc en 1951, il achève sa carrière au poste de chef d'état-major des armées en 1954.

## Biographie

### Famille
Augustin Guillaume naît à Guillestre, où son père était médecin de campagne. Dès son enfance, il est habitué aux randonnées en montagne. Il franchira ainsi souvent la frontière italienne et il apprend l'italien qu'il parle sans accent, ce qui lui sera utile durant la campagne d'Italie.

### Formation
En 1913, il est admis à Saint-Cyr comme élève officier, promotion 1913-1914 « de la Croix du Drapeau ». 

### Carrière militaire

#### Première Guerre mondiale
Mobilisé en août 1914, il est sous-lieutenant au 16e bataillon de chasseurs à pied. Capturé le 11 novembre, il reste prisonnier de guerre pendant quatre ans malgré trois tentatives d'évasion. Pendant cette détention, il apprend le russe et l'arabe. 
Promu capitaine en 1919, il effectue une brève mission avec l'armée blanche du général Dénikine.

#### Maroc
Il achève sa scolarité à Saint-Cyr et, promu capitaine, est ensuite affecté au bureau des affaires indigènes de Meknès au Maroc en septembre 1919. En 1921, il devient chef de poste en pays berbère.  
Il quitte pour quatre ans le Maroc, en mars 1924, période durant laquelle il est nommé  adjoint de l'attaché militaire en Serbie puis entre 1926 et 1928, élève de l'École supérieure de guerre.
De retour au Maroc fin 1928, il devient chef d'état-major du groupe mobile de pacification de l'Atlas Central. Promu chef de bataillon en 1933, il est nommé commandant du cercle d'Azilal puis en 1936, il rejoint l'état-major du général Noguès, résident général au Maroc.

#### Seconde Guerre mondiale

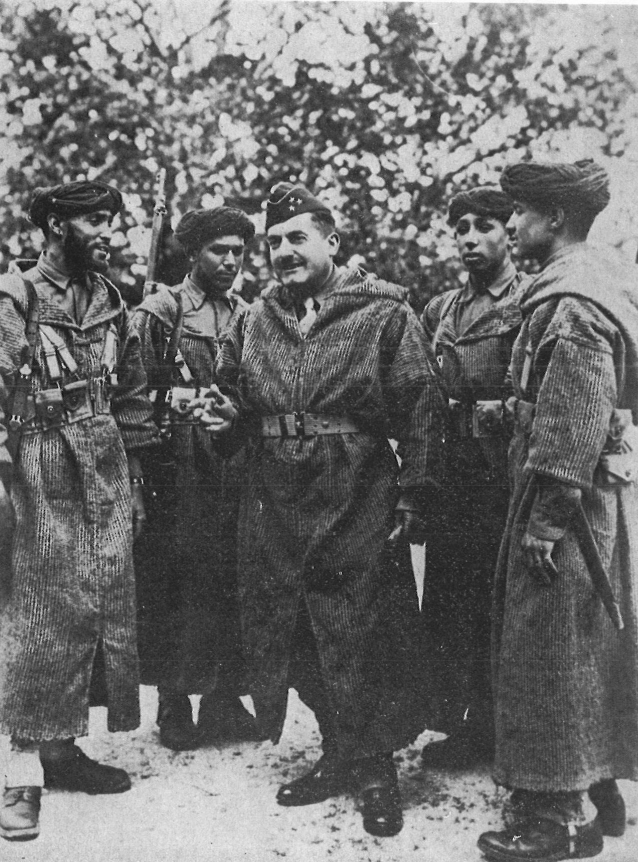
Augustin Guillaume et les goumiers marocains en 1944.

Promu lieutenant-colonel en mars 1939, il prend en septembre la tête du bureau politique des affaires indigènes, puis, en 1940, il est chargé de camoufler les goumiers marocains en « Mehalla chérifiennes » jusqu'au débarquement des Alliés le 8 novembre 1942 en Afrique du Nord (Maroc et Algérie).
En juin 1943, promu général de brigade, il devient commandant des goumiers marocains, débarque en Italie avec le corps expéditionnaire français du général Juin, et dirige les tabors marocains lors des opérations autour de Monte Cassino et du Belvédère, ouvrant la route de Rome. 
En août 1944, il participe au débarquement de Provence et à la libération de Marseille. Le 1er septembre 1944, il est nommé à la tête de la 3e division d'infanterie algérienne (3e DIA) mais conserve les goumiers marocains sous son commandement. Il remonte ensuite les Alpes et la trouée de Belfort, défendant Strasbourg contre les assauts allemands. Promu général de division en novembre 1944, il traverse le Rhin en mars 1945, avance en Allemagne, et occupe Stuttgart le 21 avril 1945. 

#### Attaché militaire à Moscou (1945-1947)
Le 27 juillet 1945, il est nommé attaché militaire à Moscou  et promu général de corps d'armée en avril 1946. 
En octobre 1947, il devient l'adjoint du général de Lattre, inspecteur général de l'armée de terre. 

#### Commandant des Forces françaises en Allemagne (1948-1951)
En 1948, il est nommé commandant des forces françaises en Allemagne (FFA). 

#### Résident général de France au Maroc
Promu général d'armée en septembre 1951, il succède en octobre au général Juin comme résident général de France au Maroc.  
Il est élevé à la dignité de grand-croix de la Légion d’honneur le 20 août 1952.
En 1953, il participe au renversement du sultan Mohammed V, ce qui lui vaut d'être remplacé par Francis Lacoste en mai 1954.

#### Chef d'état-major des armées et président du comité militaire de l'OTAN
En juin 1954, il est chef d'état-major des armées et président du comité militaire de l'OTAN. 
Il démissionne de ses fonctions le 28 février 1956 pour marquer sa désapprobation de la gestion gouvernementale des opérations en Afrique Française du Nord et est rayé des cadres d'activité sur sa demande.
Le 20 juin 1957, il est décoré de la médaille militaire, la plus haute distinction pour un général.

#### Dernières années
II se retire à Guillestre, dans sa ville natale, dont il est maire de 1959 à 1971.
Il meurt dans cette même ville le 9 mars 1983.

### Activités civiles
Il est président de l'association Rhin et Danube et membre de l'Académie delphinale.

## Hommages

### Des généraux alliés
« C'est pour moi un plaisir tout particulier de vous féliciter des succès remarquables remportés sous votre commandement car, en saluant les Goums, je salue la renaissance de la France. »
— Extrait de la lettre du général Clark, commandant la Ve Armée anglo-américaine en Italie, au général Guillaume, commandant les goumiers marocains, juin 1944.

### Des élèves de Saint-Cyr
Les élèves officiers entrés en 1990 à Saint-Cyr ont choisi de l'honorer en baptisant leur promotion Général-Guillaume.

### Quartier Général Guillaume
En 1984, quelques mois après le décès du général Guillaume, la caserne nouvellement construite à Gap (Hautes-Alpes), prend le nom de « Quartier Général Guillaume ». Elle abrite depuis lors le 4e régiment de chasseurs.

### Iconographie
- Le musée départemental des Hautes-Alpes, à Gap, conserve le portrait du général Guillaume, œuvre du peintre Jean-Denis Maillart.

## Décorations

### Françaises
- Grand-croix de la Légion d'honneur (1952)
- Croix de guerre 1939–1945 (7 citations)
- Croix de guerre 1914–1918 (1 citation)
- Médaille militaire (1957)
- Croix de guerre des Théâtres d'opérations extérieurs (10 citations)
- Médaille de l'Aéronautique (1954)[12]

### Étrangères
- Commandeur de la Legion of Merit (États-Unis)
- Bronze Star Medal (États-Unis)
- Chevalier grand croix de l'ordre de l'Empire britannique (Royaume-Uni)
- Grand-croix de l’ordre du Ouissam alaouite (Maroc)

## Publications
- Diverses études militaires
- Un essai d'actualité : Pourquoi l'Armée rouge a vaincu (1948)
- Ouvrages d'histoire générale et locale : 
  - Les Berbères marocains et la PACIFICATION de l'ATLAS CENTRAL (1912-1932)  (1946)
  - La Guerre germano-soviétique (1941-1945) (1949)
  - Guillestre mon pays, histoire d'un bourg haut-alpin (1963)
  - Annibal franchit les Alpes (1967)
  - Le Queyras, splendeurs et calvaire d'une haute vallée alpine (1968)
- Un recueil de souvenirs intitulé Homme de guerre (1977)

## Sources biographiques

### Articles
- Jean Saulay, « Hommage au général Augustin Guillaume. 1895-1983 », La Koumia, no 92,‎ mars 1984 (lire en ligne).

### Ouvrages
- Michel Wattel et Béatrice Wattel (préf. André Damien), Les Grand’Croix de la Légion d’honneur : De 1805 à nos jours, titulaires français et étrangers, Paris, Archives et Culture, 2009, 701 p. (ISBN 978-2-35077-135-9).
- François de Lannoy et Max Schiavon, Les généraux français de la Victoire 1942-1945, Paris, E-T-A-I, 2016, 192 p. (ISBN 979-1028301484).
- Paul Gaujac, Les goums marocains 1941-1945, l'Esprit du temps, 2021.
- Augustin Guillaume, Homme de guerre,  France-Empire, 1977.
- Jean Saulay, Histoire des goums marocains : 1908-1956,  public-réalisations, 1985. Prix d'histoire de l'Académie française en 1986[14].

### Autres
- Dossier au Service Historique de la Défense : cote 14 YD 1143.